# Cuitzeo del Porvenir
Cuitzeo del Porvenir är en kommunhuvudort i Mexiko.   Den ligger i kommunen Cuitzeo och delstaten Michoacán de Ocampo, i den centrala delen av landet, 220 km väster om huvudstaden Mexico City. Cuitzeo del Porvenir ligger 1 858 meter över havet och antalet invånare är 9 057.
Terrängen runt Cuitzeo del Porvenir är platt österut, men västerut är den kuperad. Runt Cuitzeo del Porvenir är det ganska tätbefolkat, med 166 invånare per kvadratkilometer. Närmaste större samhälle är Moroleón, 18,0 km norr om Cuitzeo del Porvenir.